# 梅恩塞爾岩
梅恩塞爾岩（英語：Mainsail Rock），是位於南極洲南奧克尼群島的一块岩石，其處於斯派恩島西南面1.1公里的桑讷冰湾，由英國研究隊命名，現時由南極條約體系管理。